# Brownsville Affair
De Brownsville Affair was een incident waarbij zwarte militairen onterecht beschuldigd werden van een schietpartij in Brownsville (Texas) in 1906.

## Achtergrond
Sinds hun komst in Fort Brown waren de zwarte soldaten voortdurend het doelwit van heftige discriminatie en haat van de blanke burgers van Brownsville. Als gevolg van die spanningen brak er een gevecht uit tussen een zwarte soldaat en een lokale ondernemer uit Brownsville. De stad Brownsville weigerde nog soldaten van het 25th U.S. Regiment ooit in de stad toe te laten.

## 13 augustus 1906
In de nacht van 13 augustus 1906 waren er schoten te horen in een straat in de buurt van Brownsville waarbij een barkeeper om het leven kwam en een agent gewond raakte. De schuld werd door de inwoners van Brownsville meteen bij de zwarte soldaten van het 25th Regiment uit Fort Brown neergelegd. Maar alle beschuldigde zwarte soldaten bleken gewoon in hun barakken op het kamp te zitten ten tijde van de schietpartij, aldus hun blanke commandanten. Maar voor de lokale blanken, waaronder ook de burgemeester, was dit niet genoeg. Ze bleven er bij dat sommige zwarte soldaten deel hadden genomen aan de schietpartij. 

## Het bewijs
De lokale bevolking van Brownsville begon "bewijs" te verzamelen dat het 25th Regiment deel had genomen aan de schietpartij door gebruikte kogelcassettes te laten zien waarvan men zei dat ze van de soldaten van het 25th waren. Ondanks bewijs dat aantoonde dat de gebruikte hulzen er waren neergelegd om het 25th Regiment er bij te lappen accepteerden de onderzoekers de, door de lokale bevolking en burgemeester, aangedragen "bewijzen".

## Het gevolg
Toen de soldaten van het 25th Regiment onder druk werden gezet om de naam te geven van degene die geschoten had, bleven ze volhouden dat ze geen idee hadden wie de misdaad gepleegd zou hebben. De soldaten kregen geen enkele vorm van verhoor, rechtszaak of zelfs maar de gelegenheid om zich te verdedigen tegenover de mensen die hen beschuldigden (al deze rechten zijn gewaarborgd voor burgers in de Grondwet van de Verenigde Staten). Als gevolg hiervan beval President Theodore Roosevelt 167 van deze zwarte manschappen oneervol te ontslaan omdat ze allemaal de misdaad verzwegen en de "dader" beschermden, een zogenoemde "conspiracy of silence". Dit oneervol ontslag voorkwam ook dat ook maar een van deze 167 mannen ooit aan de slag kwam, niet in het leger maar ook niet in overheidsdienst. Sommige van deze zwarte soldaten hadden het leger al meer dan 20 jaar gediend, sommigen zaten zelfs dicht tegen hun pensioen aan. Sinds 1907 wordt het gerucht verspreid dat de onder de ontslagen soldaten er zes waren die de "Medal of Honor" hebben ontvangen. Onder de historici die dit verhaal accepteren zijn Jack Foner, William Seraile, Louis Harlan, Garna Christian, H.W. Brands, en recent Richard Wormser (hieronder geciteerd). Het bewijs ondersteunt dat verhaal niet. In die tijd waren er minder dan 40 zwarte soldaten die die medaille ontvangen hadden. Door een controle van een referentielijst van medaille-ontvangers en een lijst van de ontslagen soldaten zag men dat er geen medaille-ontvangers onder de 25th Infanterie soldaten waren in Fort Brown.   
Zelfs Booker T. Washington werd erbij betrokken, hij vroeg President Roosevelt om zijn besluit te herzien in deze affaire. Maar Roosevelt bleef in zijn standpunt volharden en wees het pleidooi van Washington van de hand.

## Het congres
Van 1907-1908 onderzocht een comité van de Amerikaanse Senaat de "Brownsville Affair" en kwam tot hetzelfde besluit als President Roosevelt. Zwarten en vele anderen in de hele VS waren woedend op President Roosevelt en het Congres. De zwarte gemeenschap, die President Roosevelt erg gesteund had (wegens het ontvangen van Booker T. Washington tijdens een diner in het Witte Huis waar Roosevelt een lynchpartij veroordeelde), begon zich tegen hem te keren. Het werd zelfs erger, het nieuws van de ontslagen soldaten werd pas na de verkiezingen van het congres in 1906 naar buiten gebracht zodat de zwarte stemmen niet werden beïnvloed.

## The Brownsville Raid
In 1970 publiceerd, John D. Weaver (een blanke) The Brownsville Raid waarin de hele zaak uitgebreid werd onderzocht. Mr. Weaver argumenteerde dat de beschuldigde soldaten van het 25th regiment onschuldig waren. Als gevolg van wat er in het boek van Mr. Weavers stond gelastte het leger een nieuw onderzoek naar de affaire. In 1972 vond het leger dat de beschuldigde soldaten onschuldig waren en het bevel van President Roosevelt uit 1906 werd teruggedraaid.

## Gratie
De regering-Nixon draaide het oneervolle ontslag van alle beschuldigde soldaten terug maar weigerde hun families het gemiste pensioen terug te betalen. Ook de onschuld van het regiment werd hersteld. Dorsie Willis, de laatst overlevende veteraan, ontving nog $25.000 pensioen.